# Vansø
Vansø är en sjö i Danmark.   Den ligger i Viborgs kommun i Region Mittjylland, 210 km väster om Köpenhamn. Vansø ligger 20 meter över havet.  Sjöns frånflöde är Tjele Å. 